# Effect Loop
Effect Loop er en mulighed som størstedelen af guitarforstærkere, som sælges i dag, besidder. Den består af en udgang og indgang, hvor man har mulighed for at tilkoble eksterne effektpedaler.
Fordelen ved at koble effekter ind på effekt loop i stedet for at placere dem som indskudte effektpedaler er, at effekt loopet er placeret mellem forforstærker og udgangsforstærkeren, og at der derfor kan være til line-niveau.
Effektpedaler kan desuden indsættes i serie mellem guitaren og forstærkeren.